# C. Steven McMillan
C. Steven McMillan ist ein amerikanischer Geschäftsmann. Er war von 2000 bis 2005 Vorstandsvorsitzender der Sara Lee Corporation.

## Ausbildung
C. Steven McMillan wuchs in Troy, Alabama, auf, schloss sein Studium an der Auburn University mit summa cum laude ab und diente in der United States Navy. Anschließend erwarb er einen MBA an der Harvard Business School, wo er ein Baker-Stipendiat war.

## Karriere
Er begann seine Karriere bei McKinsey & Company als Unternehmensberater in Chicago. 1976 wurde er Präsident und CEO der Aqualux Water Processing Company und 1982 Präsident und CEO von Electrolux.
1986 trat er als Senior Vice President in die Sara Lee Corporation ein und wurde 1993 zum Executive Vice President ernannt. Von 1997 bis 2000 war er Präsident, von 2000 bis 2004 Präsident und Chief Operating Officer, von Juli 2000 bis Februar 2005 Chief Executive Officer und von Oktober 2001 bis Oktober 2005 Vorstandsvorsitzender. Außerdem war er im Vorstand der Grocery Manufacturers Association, von Electrolux.
Er sitzt im Vorstand von Monsanto. Er ist Mitglied des Chicago Council on Foreign Relations, des Economic Club of Chicago, von Catalyst, The Business Council, des Business Roundtable, des Executives’ Club of Chicago und des Bürgerausschusses des Commercial Club of Chicago. Er sitzt im Beirat des Sarah W. Stedman Nutrition and Metabolism Center der Duke University School of Medicine und der Kellogg School of Management an der Northwestern University und im Kuratorium des Chicago Symphony Orchestra.

## Persönliches Leben
Er ist zweimal geschieden und hat zwei Töchter.